# Passiflora bicrura
Passiflora bicrura är en passionsblomsväxtart som beskrevs av Ignatz Urban. Passiflora bicrura ingår i släktet passionsblommor, och familjen passionsblomsväxter. Inga underarter finns listade i Catalogue of Life.